# Боб Браян
Роберт Чарлз Браян (англ. Robert Charles Bryan, більш відомий як Боб Браян, 29 квітня 1978) — колишній американський тенісист, спеціаліст із парної гри, багаторазовий переможець турнірів Великого шолома, олімпійський чемпіон та медаліст. Найвищу одиночну позицію світового рейтингу — 116 місце досяг 13 листопада 2000, парну — 1 місце — 8 вересня 2003 року. Здобув 119 парних титулів.
Боб Браян грав у парі зі своїм братом-близнюком Майком Браяном. Пара братів Браян станом на серпень 2012 виграла 11 турнірів Великого шолома, стала бронзовими медалістами Пекінської олімпіади й чемпіонами Лондонської олімпіади. 
Боб Браян також виграв станом на серпень 2012 року 7 турнірів Великого шолома в міксті з різними партнерками. 
Завершив кар'єру 2020 року.

## Турніри Великого шолома

### Чоловіки, парний розряд: 30 (16–14)
| Результат | Рік  | Турнір                            | Покриття | Партнер    | Суперники                            | Рахунок                           |
| --------- | ---- | --------------------------------- | -------- | ---------- | ------------------------------------ | --------------------------------- |
| Перемога  | 2003 | Відкритий чемпіонат Франції       | Ґрунт    | Майк Браян | Паул Гаргейс Євген Кафельников       | 7–6(7–3), 6–3                     |
| Поразка   | 2003 | Відкритий чемпіонат США з тенісу  | Тверде   | Майк Браян | Йонас Бйоркман Тодд Вудбрідж         | 7–5, 0–6, 5–7                     |
| Поразка   | 2004 | Відкритий чемпіонат Австралії     | Тверде   | Майк Браян | Мікаель Льодра Фабріс Санторо        | 6–7(4–7), 3–6                     |
| Поразка   | 2005 | Відкритий чемпіонат Австралії (2) | Тверде   | Майк Браян | Вейн Блек Кевін Ульєтт               | 4–6, 4–6                          |
| Поразка   | 2005 | Відкритий чемпіонат Франції       | Ґрунт    | Майк Браян | Йонас Бйоркман Максим Мирний         | 6–2, 1–6, 4–6                     |
| Поразка   | 2005 | Вімблдонський турнір              | Трава    | Майк Браян | Стівен Гасс Веслі Муді               | 6–7(4–7), 3–6, 7–6(7–2), 3–6      |
| Перемога  | 2005 | Відкритий чемпіонат США           | Тверде   | Майк Браян | Йонас Бйоркман Максим Мирний         | 6–1, 6–4                          |
| Перемога  | 2006 | Відкритий чемпіонат Австралії     | Тверде   | Майк Браян | Мартін Дамм Леандер Паес             | 4–6, 6–3, 6–4                     |
| Поразка   | 2006 | Відкритий чемпіонат Франції (2)   | Ґрунт    | Майк Браян | Йонас Бйоркман Максим Мирний         | 7–6(7–5), 4–6, 5–7                |
| Перемога  | 2006 | Вімблдонський турнір              | Трава    | Майк Браян | Фабріс Санторо Ненад Зімоньїч        | 6–4, 4–6, 6–4, 6–2                |
| Перемога  | 2007 | Відкритий чемпіонат Австралії (2) | Тверде   | Майк Браян | Йонас Бйоркман Максим Мирний         | 7–5, 7–5                          |
| Поразка   | 2007 | Вімблдонський турнір (2)          | Трава    | Майк Браян | Арно Клеман Мікаель Льодра           | 7–6(7–5), 3–6, 4–6, 4–6           |
| Перемога  | 2008 | Відкритий чемпіонат США (2)       | Тверде   | Майк Браян | Лукаш Длоуги Леандер Паес            | 7–6(7–5), 7–6(12–10)              |
| Перемога  | 2009 | Відкритий чемпіонат Австралії (3) | Тверде   | Майк Браян | Магеш Бгупаті Марк Ноулз (тенісист)  | 2–6, 7–5, 6–0                     |
| Поразка   | 2009 | Вімблдонський турнір (3)          | Трава    | Майк Браян | Деніел Нестор Ненад Зімоньїч         | 6–7(7–9), 7–6(7–3), 6–7(5–7), 3–6 |
| Перемога  | 2010 | Відкритий чемпіонат Австралії (4) | Тверде   | Майк Браян | Деніел Нестор Ненад Зімоньїч         | 6–3, 6–7(5–7), 6–3                |
| Перемога  | 2010 | Відкритий чемпіонат США (3)       | Тверде   | Майк Браян | Роган Бопанна Айсам-уль-Хак Куреші   | 7–6(7–5), 7–6(7–4)                |
| Перемога  | 2011 | Відкритий чемпіонат Австралії (5) | Тверде   | Майк Браян | Магеш Бгупаті Леандер Паес           | 6–3, 6–4                          |
| Перемога  | 2011 | Вімблдонський турнір (2)          | Трава    | Майк Браян | Роберт Ліндстедт Горія Текеу         | 6–3, 6–4, 7–6(7–2)                |
| Поразка   | 2012 | Відкритий чемпіонат Австралії (3) | Тверде   | Майк Браян | Леандер Паес Радек Штепанек          | 6–7(1–7), 2–6                     |
| Поразка   | 2012 | Відкритий чемпіонат Франції (3)   | Ґрунт    | Майк Браян | Максим Мирний Деніел Нестор          | 4–6, 4–6                          |
| Перемога  | 2012 | Відкритий чемпіонат США (4)       | Тверде   | Майк Браян | Леандер Паес Радек Штепанек          | 6–3, 6–4                          |
| Перемога  | 2013 | Відкритий чемпіонат Австралії (6) | Тверде   | Майк Браян | Робін Гаасе Ігор Сейслінґ            | 6–3, 6–4                          |
| Перемога  | 2013 | Відкритий чемпіонат Франції (2)   | Ґрунт    | Майк Браян | Мікаель Льодра Ніколя Маю            | 6–4, 4–6, 7–6(7–4)                |
| Перемога  | 2013 | Вімблдонський турнір (3)          | Трава    | Майк Браян | Іван Додіг Марсело Мело              | 3–6, 6–3, 6–4, 6–4                |
| Поразка   | 2014 | Вімблдонський турнір (4)          | Трава    | Майк Браян | Джек Сок Вашек Поспішил              | 6–7(5–7), 7–6(7–3), 4–6, 6–3, 5–7 |
| Перемога  | 2014 | Відкритий чемпіонат США (5)       | Тверде   | Майк Браян | Марсель Гранольєрс Марк Лопес Таррес | 6–3, 6–4                          |
| Поразка   | 2015 | Відкритий чемпіонат Франції (4)   | Ґрунт    | Майк Браян | Іван Додіг Марсело Мело              | 7–6(7–5), 6–7(5–7), 5–7           |
| Поразка   | 2016 | Відкритий чемпіонат Франції (5)   | Ґрунт    | Майк Браян | Фелісіано Лопес Марк Лопес Таррес    | 4–6, 7–6(8–6), 3–6                |
| Поразка   | 2017 | Відкритий чемпіонат Австралії (4) | Тверде   | Майк Браян | Генрі Контінен Джон Пірс (тенісист)  | 5–7, 5–7                          |

### Мікст: 9 (7–2)
| Результат | Рік  | Турнір                               | Покриття | Партнер             | Суперники                         | Рахунок               |
| --------- | ---- | ------------------------------------ | -------- | ------------------- | --------------------------------- | --------------------- |
| Поразка   | 2002 | Відкритий чемпіонат США з тенісу     | Тверде   | Катарина Среботнік  | Ліза Реймонд Майк Браян           | 6–7(9–11), 6–7(1–7)   |
| Перемога  | 2003 | Відкритий чемпіонат США              | Тверде   | Катарина Среботнік  | Ліна Красноруцька Деніел Нестор   | 5–7, 7–5, [10–5]      |
| Перемога  | 2004 | Відкритий чемпіонат США (2)          | Тверде   | Віра Звонарьова     | Алісія Молік Тодд Вудбрідж        | 6–3, 6–4              |
| Поразка   | 2006 | Вімблдонський турнір                 | Трава    | Вінус Вільямс       | Віра Звонарьова Енді Рам          | 3–6, 2–6              |
| Перемога  | 2006 | Відкритий чемпіонат США (3)          | Тверде   | Мартіна Навратілова | Квета Пешке Мартін Дамм           | 6–2, 6–3              |
| Перемога  | 2008 | Відкритий чемпіонат Франції з тенісу | Ґрунт    | Вікторія Азаренко   | Катарина Среботнік Ненад Зімоньїч | 6–2, 7–6(7–4)         |
| Перемога  | 2008 | Вімблдонський турнір                 | Трава    | Саманта Стосур      | Катарина Среботнік Майк Браян     | 7–5, 6–4              |
| Перемога  | 2009 | Відкритий чемпіонат Франції (2)      | Ґрунт    | Лізель Губер        | Ваня Кінг Марсело Мело            | 5–7, 7–6(7–5), [10–7] |
| Перемога  | 2010 | Відкритий чемпіонат США (4)          | Тверде   | Лізель Губер        | Квета Пешке Айсам-уль-Хак Куреші  | 6–4, 6–4              |

## Досягнення
| W | Ф | ПФ | ЧФ | #Р | КТ | К# | DNQ | A | NH |

### Парний розряд
| Відкритий чемпіонат Австралії з тенісу |                       |                       |                       |                       |                       | 1р                    | 1р  | ЧФ   | 3р   | Ф    | Ф    | П    | П    | ЧФ   | П    | П    | П    | Ф    | П    | 3р   | 3р   | 3р   | Ф    | ПФ  | ЧФ  | 3р  | 6 / 21  | 77–15  | 84%    |
| Відкритий чемпіонат Франції з тенісу   |                       |                       |                       |                       | 2р                    | 2р                    | 2р  | ЧФ   | 2003 | ПФ   | Ф    | Ф    | ЧФ   | ЧФ   | ПФ   | 2р   | ПФ   | Ф    | 2013 | ЧФ   | Ф    | Ф    | 2р   |     | 3р  |     | 2 / 20  | 68–18  | 79%    |
| Вімблдонський турнір                   |                       |                       |                       |                       | 3р                    | 1р                    | ПФ  | ПФ   | ЧФ   | 3р   | Ф    | П    | Ф    | ПФ   | Ф    | ЧФ   | П    | ПФ   | П    | Ф    | ЧФ   | ЧФ   | 2р   |     | 3р  | NH  | 3 / 20  | 72–17  | 81%    |
| Відкритий чемпіонат США з тенісу       | 1р                    | 1р                    | 1р                    | 1р                    | 1р                    | ЧФ                    | 2р  | ПФ   | Ф    | 3р   | П    | 3р   | ЧФ   | П    | ПФ   | П    | 1р   | П    | ПФ   | П    | 1р   | ЧФ   | ПФ   |     | 3р  |     | 5 / 24  | 67–19  | 78%    |
| В-П                                    | 0–1                   | 0–1                   | 0–1                   | 0–1                   | 3–3                   | 4–4                   | 6–4 | 14–4 | 14–3 | 13–4 | 21–3 | 18–2 | 17–3 | 16–3 | 19–3 | 16–2 | 16–2 | 20–3 | 22–1 | 16–3 | 10–4 | 13–4 | 11–4 | 4–1 | 9–4 | 2–1 | 16 / 85 | 284–69 | 80.45% |
| Завершальний чемпіонат сезону          |                       |                       |                       |                       |                       |                       |     |      |      |      |      |      |      |      |      |      |      |      |      |      |      |      |      |     |     |     |         |        |        |
| Фінал ATP                              | Did not qualify (DNQ) | Did not qualify (DNQ) | Did not qualify (DNQ) | Did not qualify (DNQ) | Did not qualify (DNQ) | Did not qualify (DNQ) | RR  |      | П    | П    | ПФ   | RR   |      | Ф    | П    | ПФ   | ПФ   | RR   | Ф    | П    | ПФ   | ПФ   | RR   | DNQ |     | DNQ | 4 / 15  | 36–23  | 61%    |

### Мікст

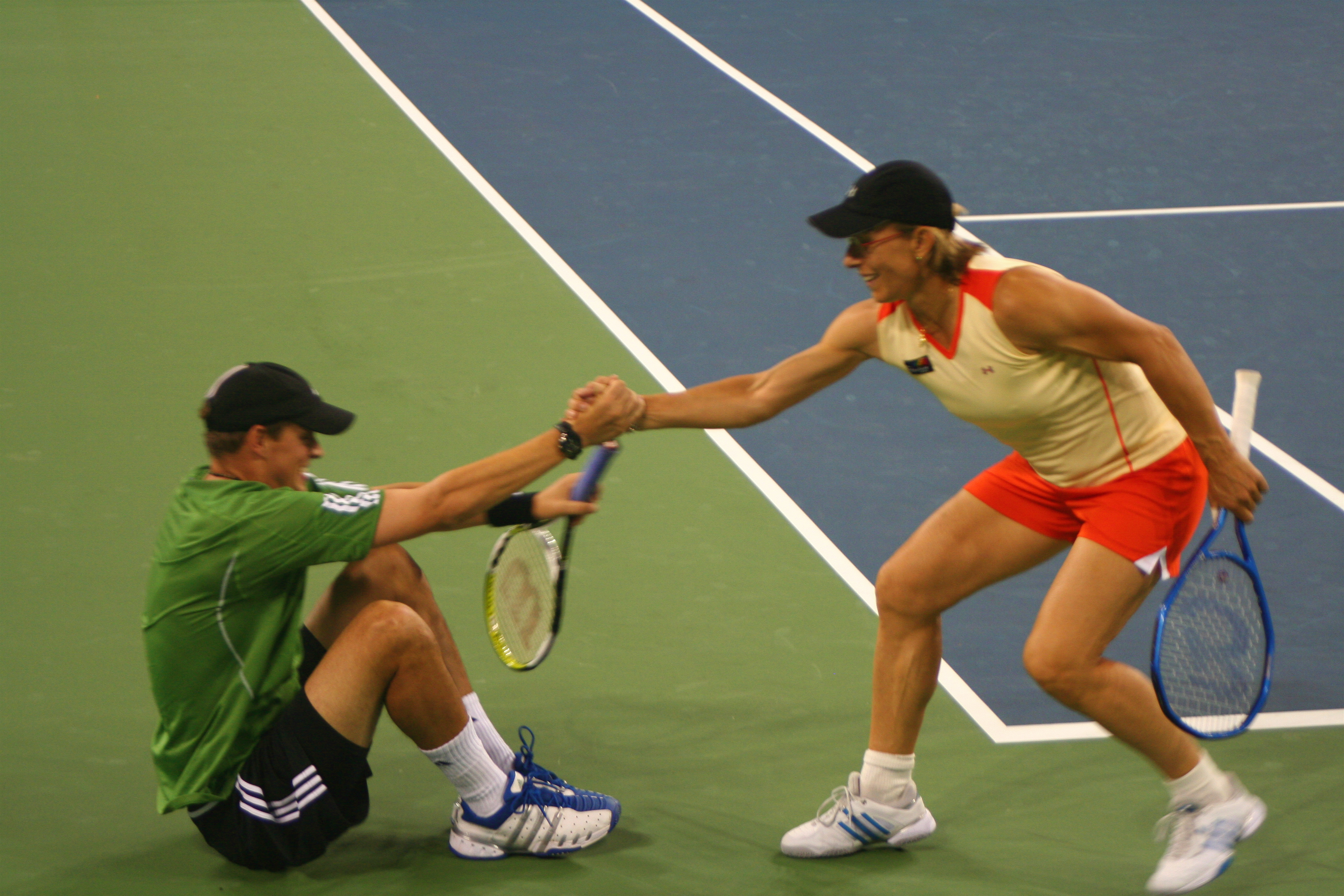
Мартіна Навратілова подає Браянові руку. Ця пара виграла Відкритий чемпіонат США 2006 у змішаному парному розряді.

| Турнір                                 | 1999 | 2000 | 2001 | 2002 | 2003 | 2004 | 2005 | 2006 | 2007 | 2008 | 2009 | 2010 | 2011 | 2012 | 2013 | 2014 | 2015 | 2016 | 2017 | 2018 | 2019 | 2020 | SR     | В-П    | % виграшів |
| -------------------------------------- | ---- | ---- | ---- | ---- | ---- | ---- | ---- | ---- | ---- | ---- | ---- | ---- | ---- | ---- | ---- | ---- | ---- | ---- | ---- | ---- | ---- | ---- | ------ | ------ | ---------- |
| Відкритий чемпіонат Австралії з тенісу |      |      |      | ЧФ   | 1р   | 1р   | ЧФ   | ЧФ   | ЧФ   |      |      | 2р   | 2р   |      | ЧФ   |      |      | ЧФ   |      |      |      |      | 0 / 10 | 14–10  | 58%        |
| Відкритий чемпіонат Франції з тенісу   | 2р   | ЧФ   |      | ПФ   | ЧФ   | ЧФ   |      | ПФ   | ЧФ   | П    | П    |      |      | 1р   |      |      | 1р   | ЧФ   |      |      |      |      | 2 / 12 | 27–10  | 73%        |
| Вімблдонський турнір                   | ЧФ   | 1р   | ЧФ   | ЧФ   | 2р   | ПФ   | 2р   | Ф    | 3р   | П    | ЧФ   | 2р   | ЧФ   | ПФ   |      | 3р   | 2р   |      |      |      |      | NH   | 1 / 16 | 37–15  | 71%        |
| Відкритий чемпіонат США з тенісу       |      |      | 1р   | Ф    | П    | П    | ЧФ   | П    | 2р   |      |      | П    | 2р   | 2р   |      |      |      |      |      |      |      |      | 4 / 10 | 29–6   | 83%        |
| В-П                                    | 4–2  | 3–2  | 3–2  | 12–4 | 8–3  | 10–3 | 4–3  | 14–3 | 6–4  | 11–0 | 7–1  | 7–2  | 5–3  | 4–3  | 2–1  | 2–1  | 0–2  | 4–2  | 0–0  | 0–0  | 0–0  | 0–0  | 7 / 48 | 106–41 | 57%        |

## Зовнішні посилання
- Боб Браян на сайті ATP(англ.)
- Боб Браян на сайті ITF
- Боб Браян на сайті Кубку Девіса
- Official Site